# Gobernación de Gala y Sidama
La Gobernación de Gala y Sidama  (Governatorato di Galla e Sidama, en italiano) fue una de las 6 provincias, en las cuales se subdividió el África Oriental Italiana, como parte del Imperio Italiano, en la actual Etiopía. Su capital era la ciudad de Jima y contaba 25.000 habitantes en 1939.
Fue instituido el 1 de junio de 1936, luego de la conquista italiana de Etiopía. En 1938 parte de su territorio pasó a formar parte de la Gobernación de Shewa. Cesando de existir en noviembre de 1941, tras la capitulación de las fuerzas italianas en Etiopía, tras la batalla de Gondar, durante la Segunda Guerra Mundial.

## Subdivisiones
El Gobierno de Gala y Sidama estaba formado por los comisariados de:
| - Baco, - del Oeste, - Borana, - Caffa y Ghimirra, | - Gimma, - Guraghé y Cambattà - Magi y Sciuro, | - Ometo, - Sidamo, - Uollega y Gundrù. |

## Gobernadores
- Carlo Geloso: 1936-1938
- Armando Felsani: 1938
- Pietro Gazzera: 1938-1941